# Városligeti fasor
A Városligeti fasor Budapest egyik utcája, amely a Lövölde tér és a Városliget között, elegáns villákkal és középületekkel szegélyezetten húzódik. Páros oldala a VI., páratlan oldala pedig a VII. kerülethez tartozik.

## Elnevezése
Az 1830-as években a fasort a német Stadtwaldchen Alle néven említették. 1874-ben ezt magyarra fordították, ekkor kapta a Városligeti fasor nevet. 1921-ben Vilma holland királynő nevét adták a fasornak, ezzel köszönte meg a főváros, hogy az első világháború után holland családok több ezer éhező magyar gyermeket fogadtak magukhoz pár hónapra. 1950-ben a nevét Makszim Gorkij orosz drámaíró után Gorkij fasorra változtatták. A rendszerváltás után, 1991-ben visszakapta a Városligeti fasor nevet.

## Híres épületei

### Páratlan oldal
- 7. sz. Fasori református templom, építész: Árkay Aladár (1911–13)
- 9–11. sz. Fasor Szanatórium (1949–2007 között a BM. Korvin Ottó Kórháza), építész: Quittner Zsigmond (1887)
- 17-21. sz. Fasori evangélikus templom (1905) és Budapest-Fasori Evangélikus Gimnázium, építész: Pecz Samu (1903-1904)
- 25-27. sz. A Mechanikai Laboratórium Híradástechnikai Kísérleti Vállalat egykori központja
- 47-49. sz. Kőrössy-villa (ma ResoArt Villa) és Klösz-villa

### Páros oldal
- 6. sz. Villa szoborral
- 10. sz. Pedagógusok Szakszervezete székháza
- 12. sz. Ráth György-villa
- 38. sz. Magyar Mozgókép Közalapítvány székháza
- 46-48. sz. Bányaipari Dolgozók Szakszervezete székháza, építész: Szrogh György (1946–47)

## Köztéri műalkotások
- 2. sz. Arthur Koestler szobra, Varga Imre, 2009
- 38. sz. Pór Bertalan mellszobra, Gyenes Tamás szobrász műve, 1967
- 39-41. sz. Gondozónő gyermekkel (kőszobor az előkertben) Martsa István szobrász (1959-61), és óvodai falikép, Kumpost Éva festő (1962) alkotásai

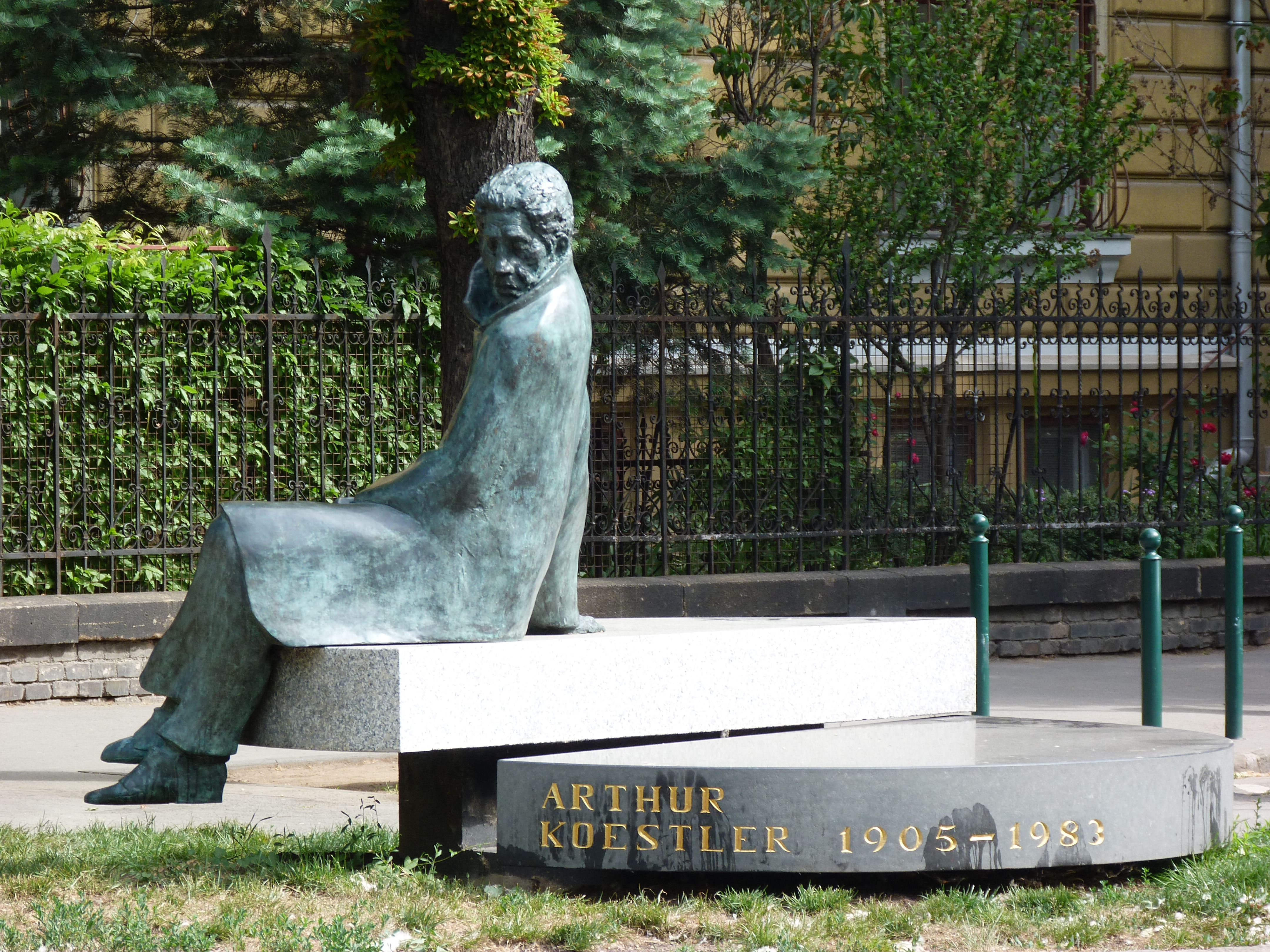
Arthur Koestler szobra
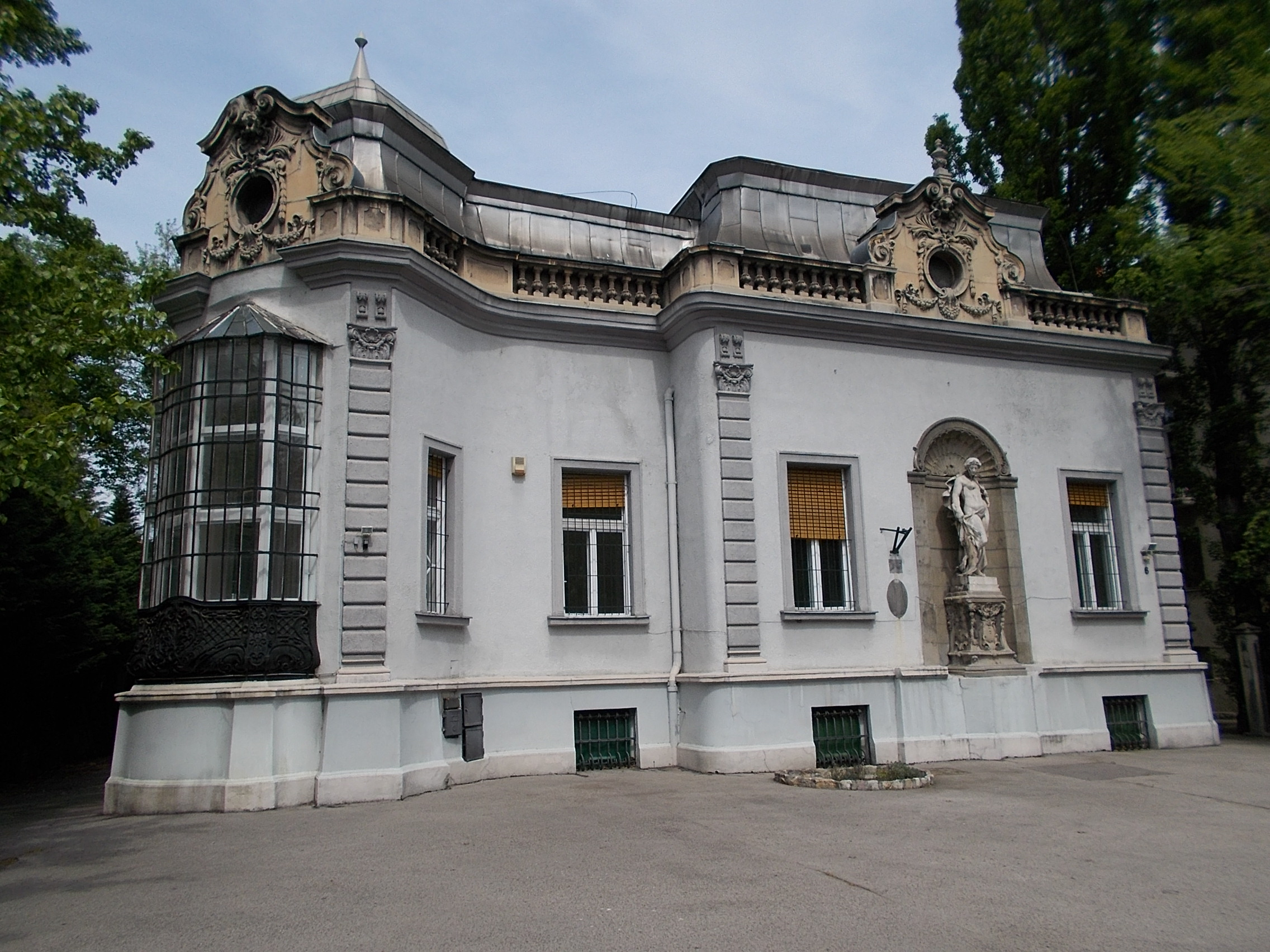
Villa szoborral
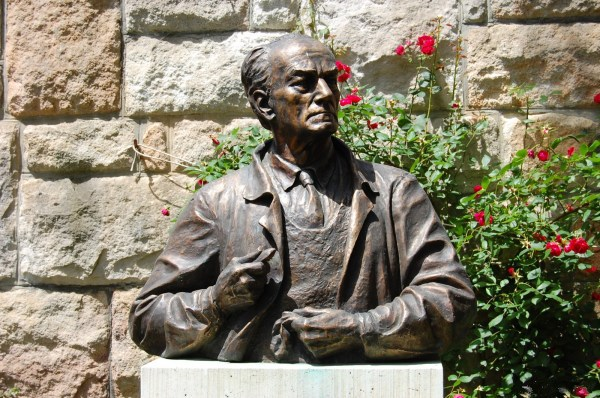
Pór Bertalan mellszobra
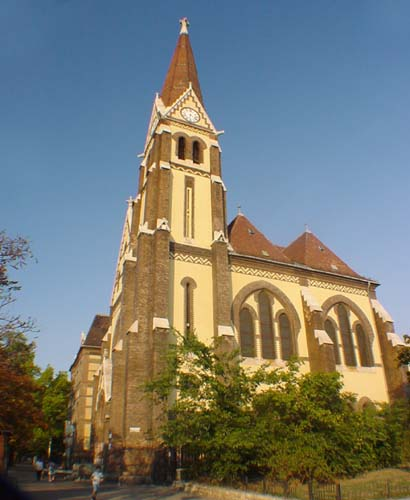
Fasori evangélikus templom
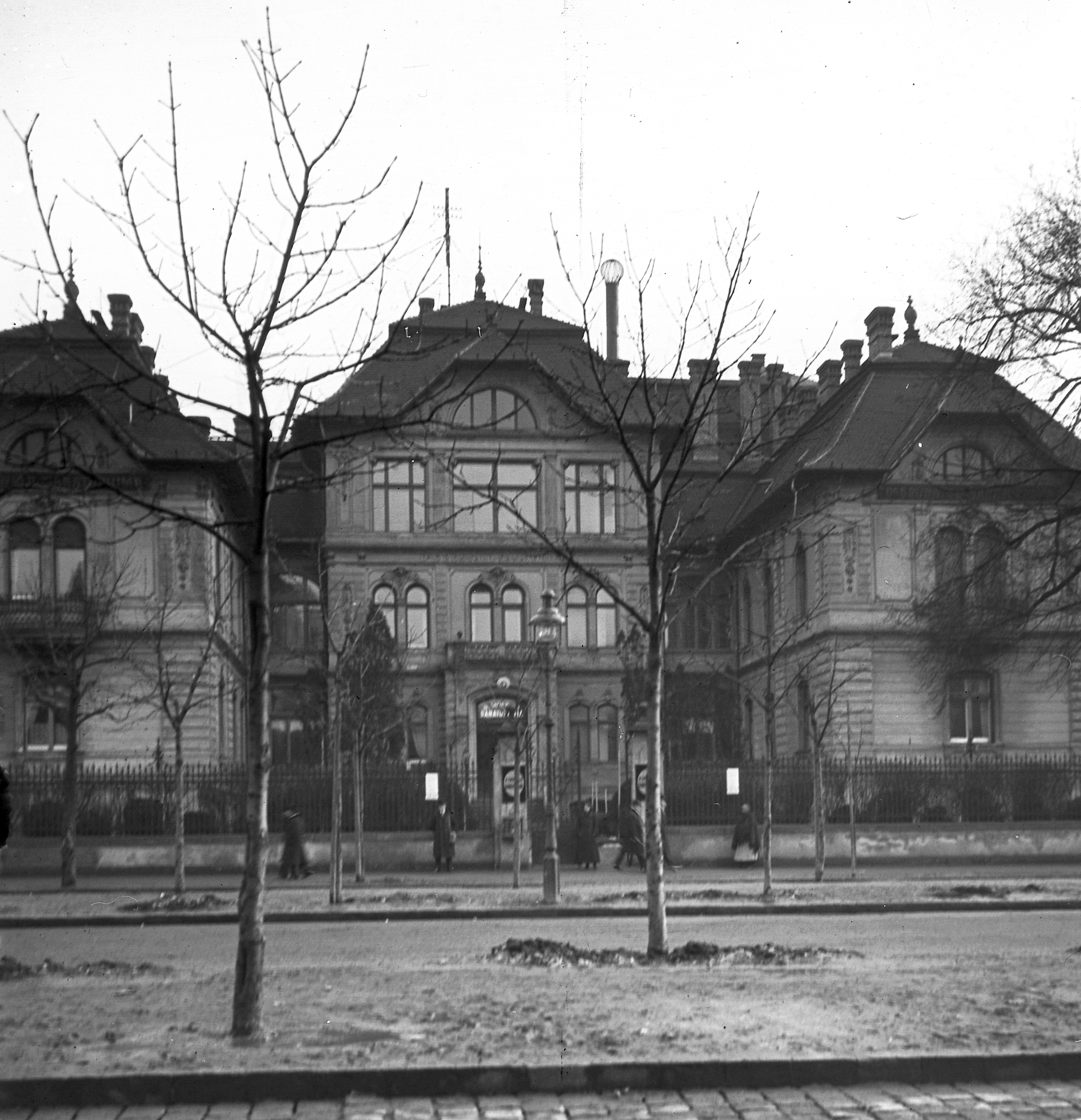
Fasor Szanatórium
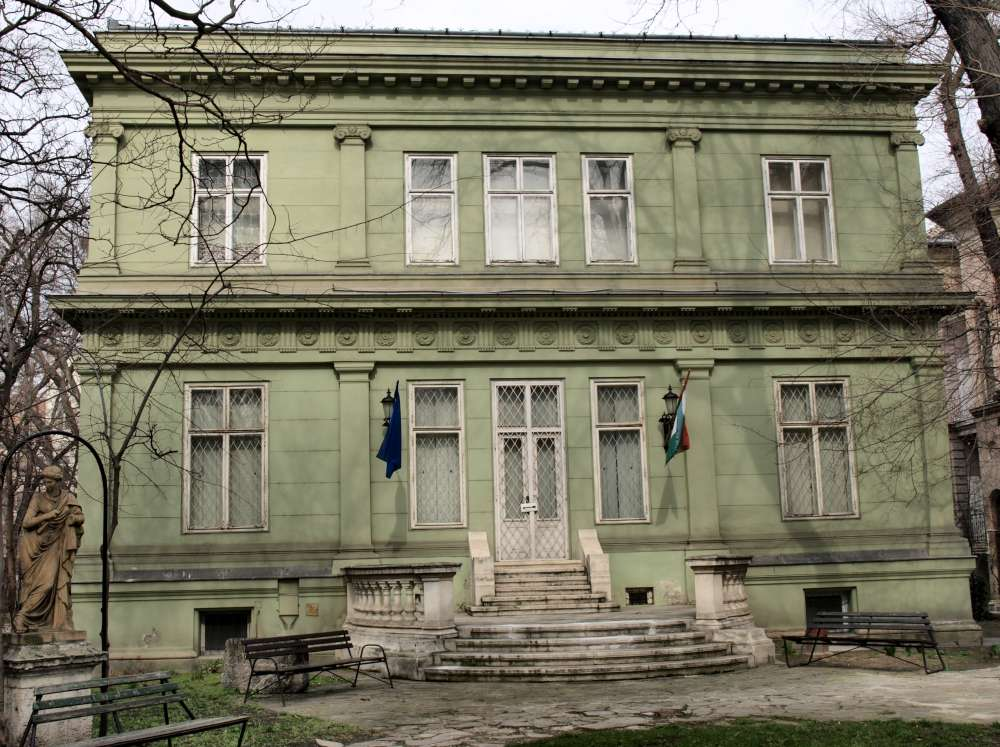
Ráth György-villa
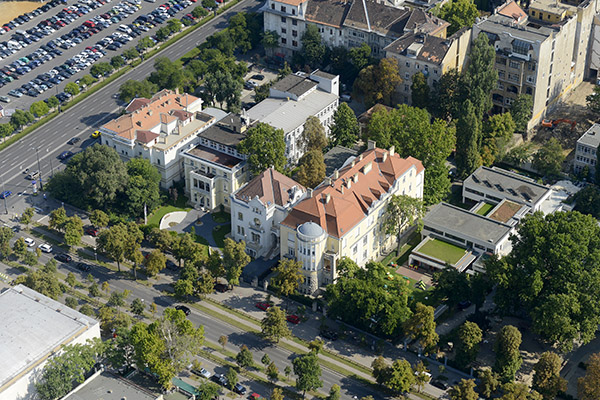
Légi felvételen